# 石見鉱山
石見鉱山（いわみこうざん）は、島根県大田市五十猛にある鉱山である。かつては石膏や黒鉱を産出したが、現在は三井金属鉱業グループの三井金属資源開発によりゼオライトの採掘が行われている。

## 歴史
1919年（大正8年）、松江市の水藤嘉吉により重晶石の採掘が始められた。1935年（昭和10年）から1944年にかけては、高丸露頭で露天掘りにて金銀珪酸鉱が採掘された。この間の産出量は約1万トンで、品位は金が6.4g/t、銀は35.5g/tであった。1951年末に日満鉱業が鉱業権を取得。翌1952年2月より高丸露頭で試錐探鉱を開始し、さらにその北東約400m地点で石膏と黒鉱の鉱床を発見した。1955年、三井金属鉱業が全工区を買収。租鉱区を設定し日満鉱業による石膏の採掘を認めるとともに、それ以外の地域では千原鉱業に黒鉱の採掘と探鉱にあたらせた。日満鉱業の労働者の多くは九州出身で、昭和30年代には労働者の家族を含め約200人の鉱山町が形成された。生産された石膏は山陰本線五十猛駅から無蓋車に積み込まれて貨物列車で、または大浦港から貨物船で舞鶴方面などに出荷された。日満鉱業の租鉱権の切れた1962年には、三井金属鉱業が設立した石見鉱山株式会社が石膏の採掘を引き継ぐとともに黒鉱の探鉱も行った。
石膏の採掘は1975年に終了したが、1977年からはゼオライトの採掘を開始した。1984年には鉱量枯渇により黒鉱の採掘を終了している。
法人としての石見鉱山株式会社は、2001年12月31日付で三井金属資源開発に事業を譲渡し解散した。

## 鉱区
中新世久里層の、硫化金属を産出した熱水鉱脈を取り巻く凝灰岩層の斜プチロル沸石を主成分とする。
石見鉱業所では2か所の採鉱所で採掘を行っており、両鉱区を合わせた採掘量は、日本国内の約10%に相当する。五十猛採掘場は日本国内で唯一ゼオライトの坑内掘りを行っており、アイボリー色で比較的軟らかいゼオライトが「イワミライト」の商品名で土壌改良や飼料などに用いられる。露天掘りの長谷採掘場で産出するゼオライトは淡い緑色で比較的固く、「MGイワミライト」の商品名で水や空気の浄化、建築材などに利用される。「イワミライト」はクリノプチロライトを主成分とし、吸湿性が高く土壌になじみやすい特性を持つ。「MGイワミライト」はモルデナイトを主成分とし、硬度が高く壊れにくい性質がある。